# Милан Лапчевић
Милан Лапчевић (8. октобар 1969) је политичар у Србији. Био је три мандата у Народној скупштини Србије, последњи од 2016. до 2020. године. Бивши члан Демократске странке Србије (ДСС), Лапчевић је самостални политичар од 2018.

## Приватни живот
Лапчевић је дипломирани инжењер машинства и живи у Нишу. Године 2015–16 предводио је пешачку експедицију кроз Албанију и Грчку у знак сећања на стогодишњицу повлачења српске војске кроз Албанију током Првог светског рата.

## Политичар

### Општинска и регионална политика
Лапчевић је био члан Извршног одбора Градске власти Ниша од 2000. до 2004. године и управник Нишавског округа Србије од 2004. до 2008. У мају 2004. године увео је антикорупцијски програм фокусиран на граничне прелазе између Србије и Бугарске. Кандидовао се за градоначелника Палилуле у Нишу на локалним изборима у Србији 2004. године и завршио трећи.
Вратио се у Скупштину града Ниша после локалних избора у Србији 2008. и предводио је скупштинску групу ДСС. Потом се појавио на водећој позицији на изборној листи странке на локалним изборима 2012. и поново је изабран када је листа освојила четири мандата. Он није тражио поновљене изборе на локалном нивоу 2016. године.

### Парламентарац
Лапчевић је на парламентарним изборима у Србији 2003. године освојио 133. место на листи ДСС-а. Странка је освојила педесет три мандата, а он није био у њеној скупштинској делегацији. (Од 2000. до 2011. посланички мандати у Србији су се додељивали странкама или коалицијама спонзорима, а не појединачним кандидатима, а уобичајена пракса је била да се мандати додељују по бројчаном редоследу. Лапчевић је могао бити изабран за посланика у скупштини. упркос релативно ниској позицији, али није.) Заузео је 118. место на комбинованој листи ДСС–Нова Србија за парламентарне изборе 2007. и поново није изабран за скупштински мандат.
Унапређен је на четрдесет и прву позицију на листи ДСС – Нова Србија за парламентарне изборе 2008. и овог пута је изабран да буде у делегацији своје странке након што је листа освојила тридесет мандата. ДСС, који је био на власти пре избора, прешао је у опозицију када је формирана нова коалициона влада под ривалском Демократском странком (ДС).
Изборни систем Србије реформисан је 2011. године, тако да су посланички мандати додељени по бројкама кандидатима на успешним листама. Лапчевић је на изборима 2012. године добио деветнаесту позицију на листи ДСС-а и поново је изабран када је листа освојила двадесет и један мандат. Српска напредна странка и Социјалистичка партија Србије су после избора формирале нову коалициону владу, а ДСС је остао у опозицији. Лапчевић је на изборима 2014. године, на којима странка није прешла изборни цензус, освојила шеснаесту позицију на листи ДСС-а у скупштини.
Лапчевић је постао потпредседник ДСС 2015. године Учествовао је у делегацији чланова ДСС-а и Двери у Републици Крим у октобру исте године, након де факто припајања спорне области Руској Федерацији.
ДСС је на парламентарним изборима у Србији 2016. учествовала на комбинованој листи са Дверима. Лапчевић је добио десету позицију на листи и изабран је за трећи мандат када је листа освојила тринаест мандата. ДСС је наставио да служи опозицији.
ДСС је у новембру 2016. доживео озбиљан раскол, након чега су Лапчевић, Горица Гајић и Дејан Шулкић једини остали у странци. Како су за формирање посланичке групе потребна четири члана, они су у скупштини служили као независни. Лапчевић је напустио ДСС 11. априла 2018. Он је у јуну 2020. рекао да је безуспешно покушао да створи неформалну групу посланика са југа Србије.
Током сазива 2016–2020, Лапчевић је био заменик председника скупштинског одбора за финансије, државни буџет и контролу јавне потрошње; заменик члана Одбора за културу и информисање и Одбора за уставна и законодавна питања; члан пододбора за разматрање извештаја о ревизијама које спроводи државна ревизорска институција; заменик члана делегације Србије у Парламентарној скупштини Организације за европску безбедност и сарадњу (ПС ОЕБС); и члан посланичких група пријатељства са Аустралијом, Азербејџаном, Белорусијом, Босном и Херцеговином, Кином, Грузијом, Грчком, Ираном, Италијом, Казахстаном, Северном Македонијом, Црном Гором, Румунијом, Русијом, Словенијом и Швајцарском. Није био кандидат током поновљених избора 2020. године.
}